# 恵新自動車学園
株式会社 恵新自動車学園（けいしんじどうしゃがくえん）は、北海道小樽市に本社を置く企業。北海道内（小樽市・札幌市・余市町・伊達市）4校の指定自動車教習所を運営している。恵新自動車販売として中古車やレンタカー事業、ドローン教習所としても事業展開している。

## 事業所
- 小樽自動車学校
- 手稲自動車学校
- 伊達自動車学校
- 余市自動車学校

## 小樽自動車学校
小樽自動車学校（おたるじどうしゃがっこう/Otaru Driver's School）は北海道小樽市にある自動車教習所で、北海道公安委員会指定である。

### 所在地
- 北海道小樽市新光2丁目20番33号

### 取扱免許
- 普通自動車（AT・MT）
- 普通自動二輪車（AT・MT）
- 大型特殊自動車[1]

### 交通機関
- JR函館本線朝里駅から徒歩15分。
- 北海道中央バス（おたもい営業所、真栄営業所）「小樽自動車学校前」下車すぐ。

## 手稲自動車学校

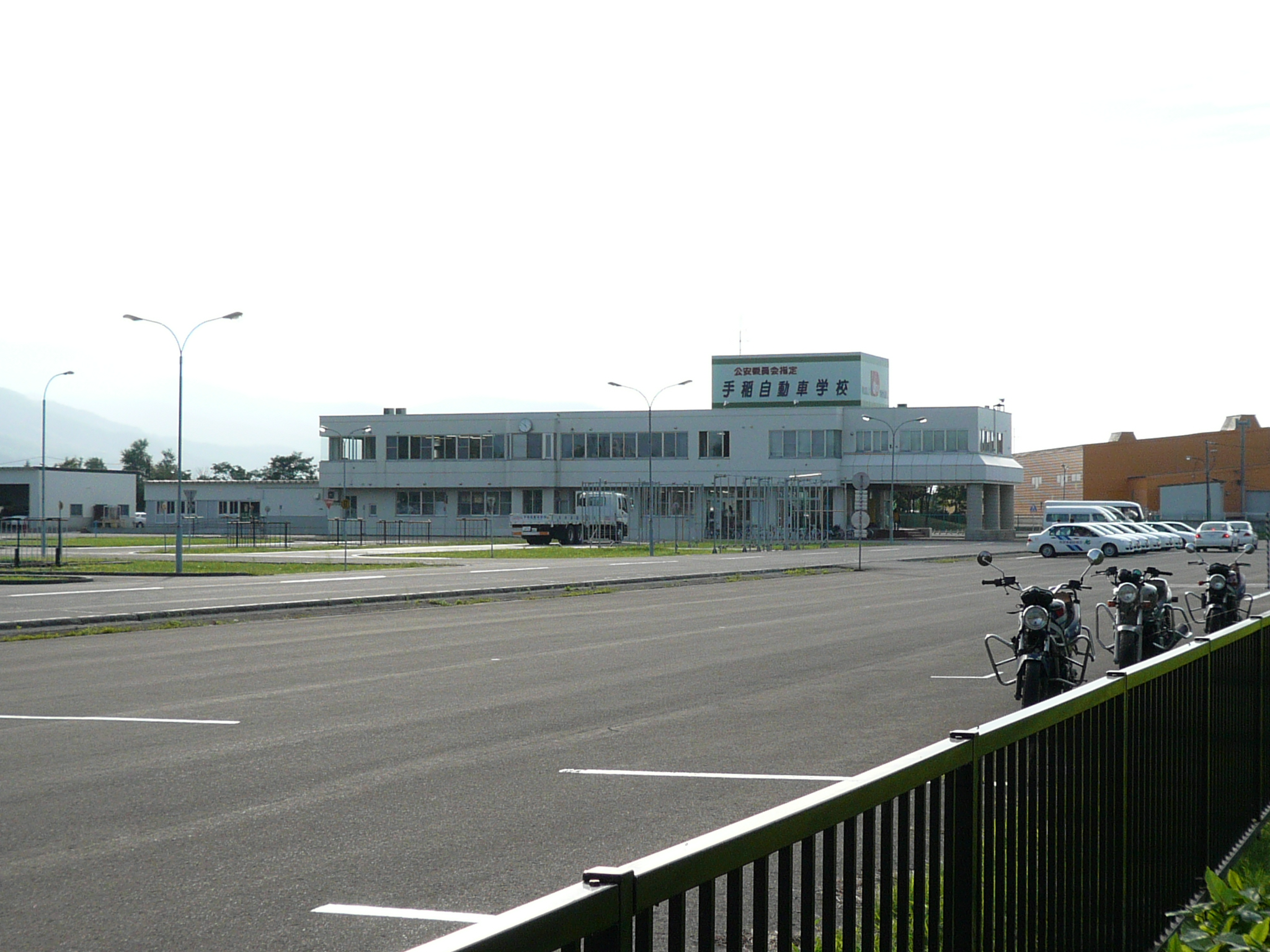
手稲自動車学校（2010年8月）

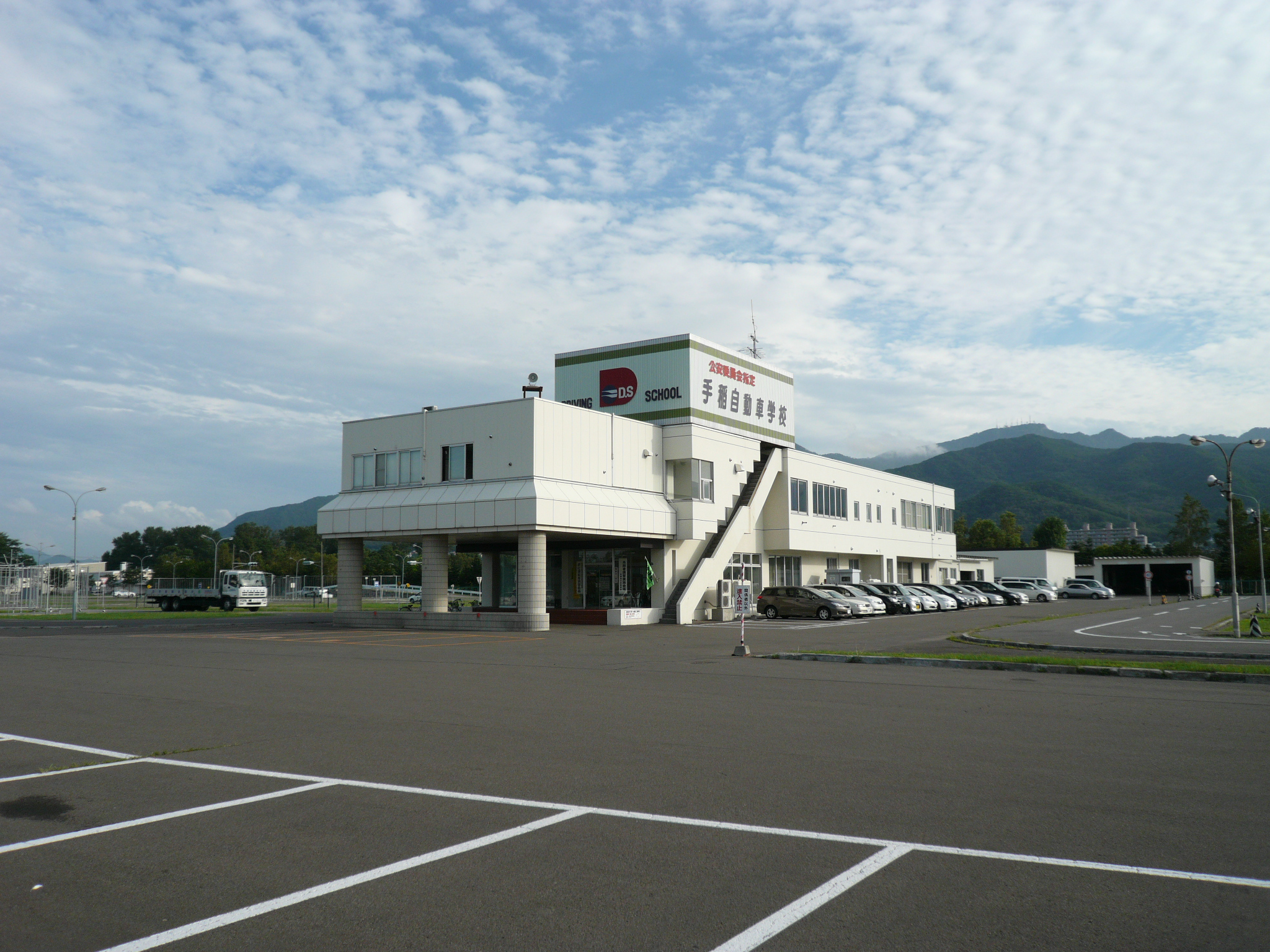
校舎入口（2010年8月）

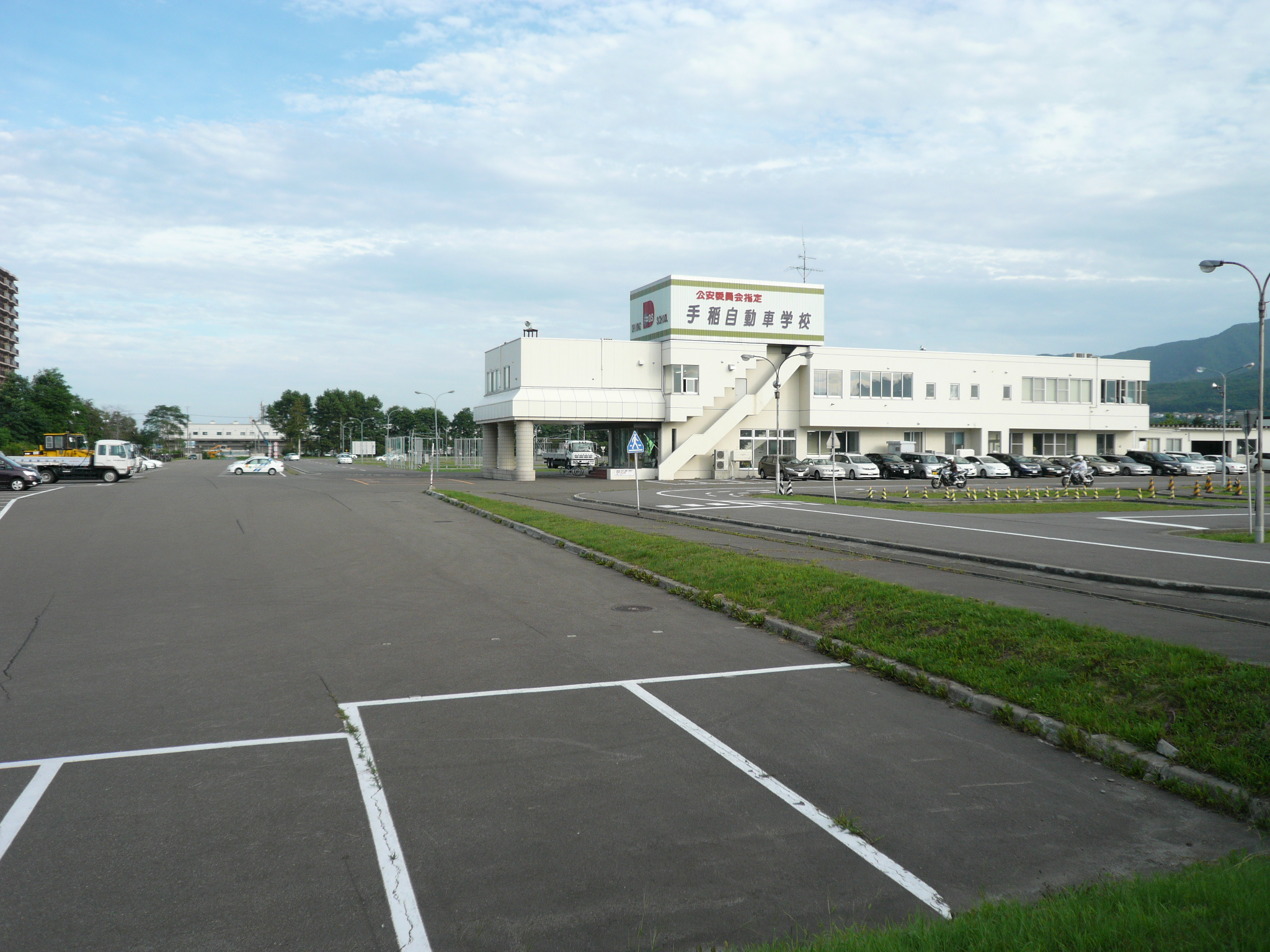
二輪専用コース側から見た校舎
（2010年8月）

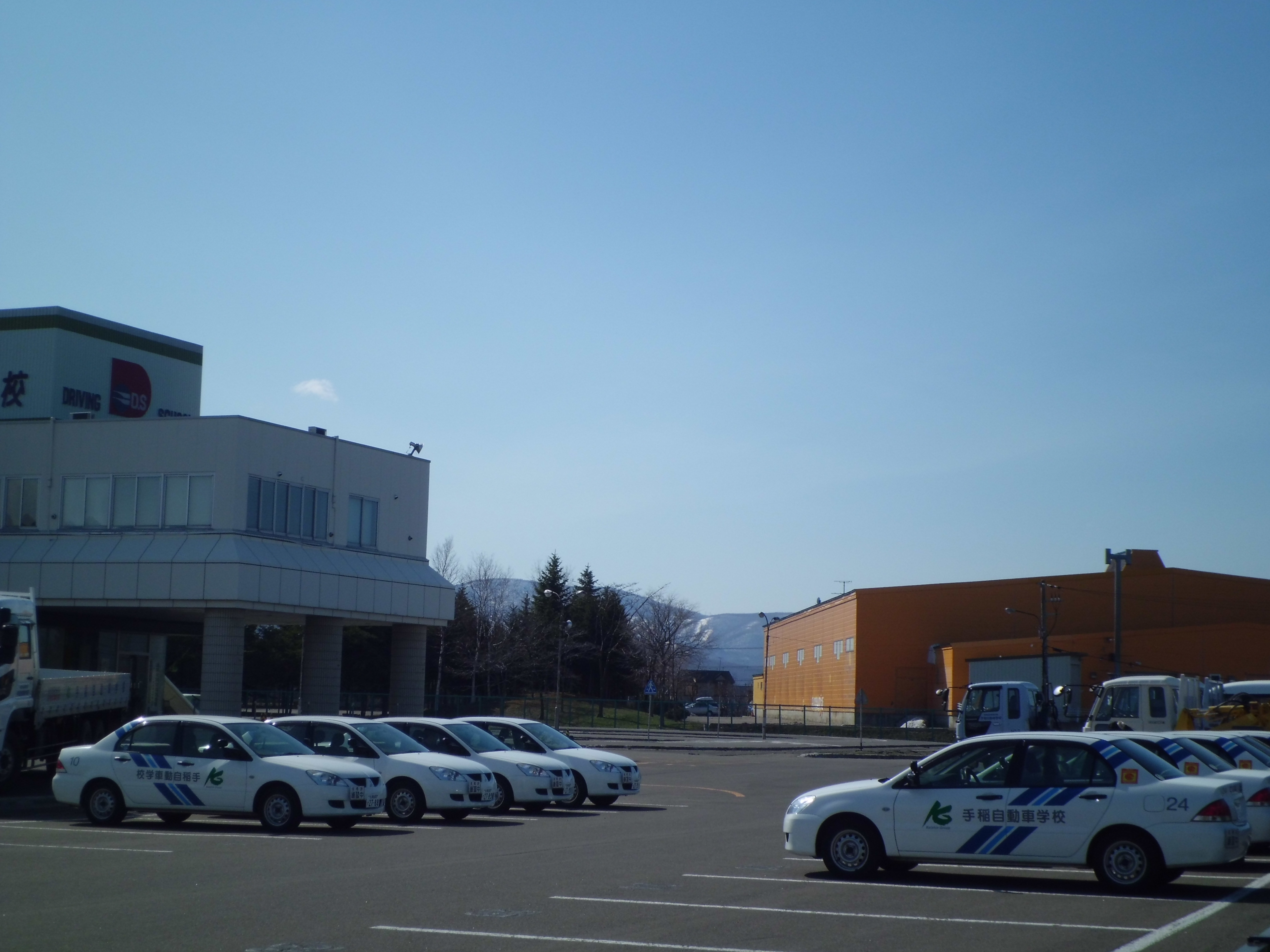
教習車

手稲自動車学校（ていねじどうしゃがっこう/Teine Driving School）は、株式会社 恵新自動車学園の運営する民間の自動車学校。北海道札幌市手稲区星置2条1丁目13-1にある北海道公安委員会指定の指定自動車学校。前身は「道央ドライビングスクール」。日本でもトップレベルの広さを誇る練習コースを持ち、10年間卒業生の初心運転者死亡事故ゼロにより北海道警察本部長の表彰を受けている（日本初）。同じ手稲区にある札幌運転免許試験場（公安委員会・免許センター）と間違われることが多い。下手稲通・曲長通に面しているが、車からは中を覗き見ることがあまりできない。
北緯43度8分12.6秒 東経141度13分9.7秒 / 北緯43.136833度 東経141.219361度

### 沿革
- 1977年（昭和52年）9月 - 現在の星置駅付近に「道央ドライビングスクール」として開校。
- 1986年（昭和61年）10月 - 現在の場所に移転。学校名を「手稲自動車学校」に変更。

### 取扱免許
- 普通自動車（AT・MT）
- 準中型自動車
- 中型自動車
- 大型自動車
- 小型自動二輪車（AT・MT）
- 中型自動二輪車（AT・MT）
- 大型自動二輪車（AT・MT）
- 大型特殊自動車
- 牽引自動車

### 教習車両
- 普通自動車  - ［SUBARU インプレッサG4、TOYOTA カローラアクシオ、MITSUBISHI ランサー］（23台）
- 準中型自動車-［日野 デュトロ］
- 中型自動車 - HINO・UD他（2台）
- 大型自動車 - UD・いすゞ（3台）
- 小型自動二輪車 - YAMAHA SR125・HONDA スペイシー（2台）
- 普通自動二輪車 - HONDA CB400SF・HONDA シルバーウィング400他（6台）
- 大型自動二輪車 - HONDA NC750L・HONDA CB750・SUZUKI スカイウェイブ650他（5台）
- 大型特殊自動車 - コマツ WA100（2台）
- 牽引自動車 - HINO・FUSO（2台）

### 交通機関
- JR函館本線星置駅から徒歩15分。
- ジェイ・アール北海道バス 手81・手84・手85「星置スケート場」停留所から徒歩3分。
- 札樽自動車道銭函インターチェンジから10分。駐車場有（無料）

## 伊達自動車学校
所在地：北海道伊達市館山町37-8

### 取扱免許
普通、大特、普通二輪

## 余市自動車学校
所在地：余市郡余市町富沢町6丁目12番地

### 取扱免許
普通、中型、大特、普通二輪